# اس‌ام‌اس دانتزیگ (۱۸۵۱)
اس‌ام‌اس دانتزیگ (۱۸۵۱) (به انگلیسی: SMS Danzig (1851)) یک کشتی است که طول آن ۶۸٫۴ متر (۲۲۴ فوت ۵ اینچ) می‌باشد. این کشتی در سال ۱۸۵۳ ساخته شد.